# Kladanj
Kladanj (serbisch-kyrillisch Кладањ) ist eine Kleinstadt und die zugehörige Verbandsgemeinde im Kanton Tuzla in Bosnien und Herzegowina.

## Geografie
Die Gemeinde Kladanj befindet sich in einem Talkessel der Mittelgebirge Ostbosniens am Oberlauf des Flusses Drinjača. Das Gemeindegebiet wird umgeben von den Gebirgen Javor (1400 m) im Osten, Smolin (1275 m) im Süden, Konjuh (1326 m) im Westen und Javornik (1060 m) im Norden. Westlich des Ortes Kladanj entspringt die Drinjača am Berg Konjuh. Die Stadt wird überragt vom Hausberg Bratilo (1196 m).
Das Gemeindegebiet wird begrenzt von den Verbandsgemeinden Živinice, Šekovići, Olovo und Banovići. Die Grenze zur Gemeinde Šekovići ist gleichzeitig die innerbosnische Entitätengrenze.

### Gemeindegliederung
Zur Gemeinde gehören 42 Siedlungen, die den 5 Lokalgemeinschaften Kladanj (Zentrum/Süden), Starić (Osten), Stupari (Norden), Tarevo (Norden) und Tuholj (Westen) zugeordnet werden. Durch den Vertrag von Dayton und die Festlegung der Entitätengrenze wurde die Siedlung Majdan und Teile der Siedlungen Dole und Pelemiši der Republika Srpska zugeschrieben.

## Bevölkerung
Zur Volkszählung 1991 hatte die Gemeinde 16.070 Einwohner. Davon bezeichneten sich 11.621 als Bosniaken (72,31 %) und 3952 als Serben (24,59 %). 497 Bewohner (3,09 %) gaben andere Zugehörigkeiten an.
In der Stadt Kladanj selbst lebten damals 6644 Menschen. Auch hier stellten die Bosniaken mit 4855 Bewohnern (73,07 %) die absolute Mehrheit. 1403 Bewohner bezeichneten sich als Serben (21,12 %).

## Geschichte

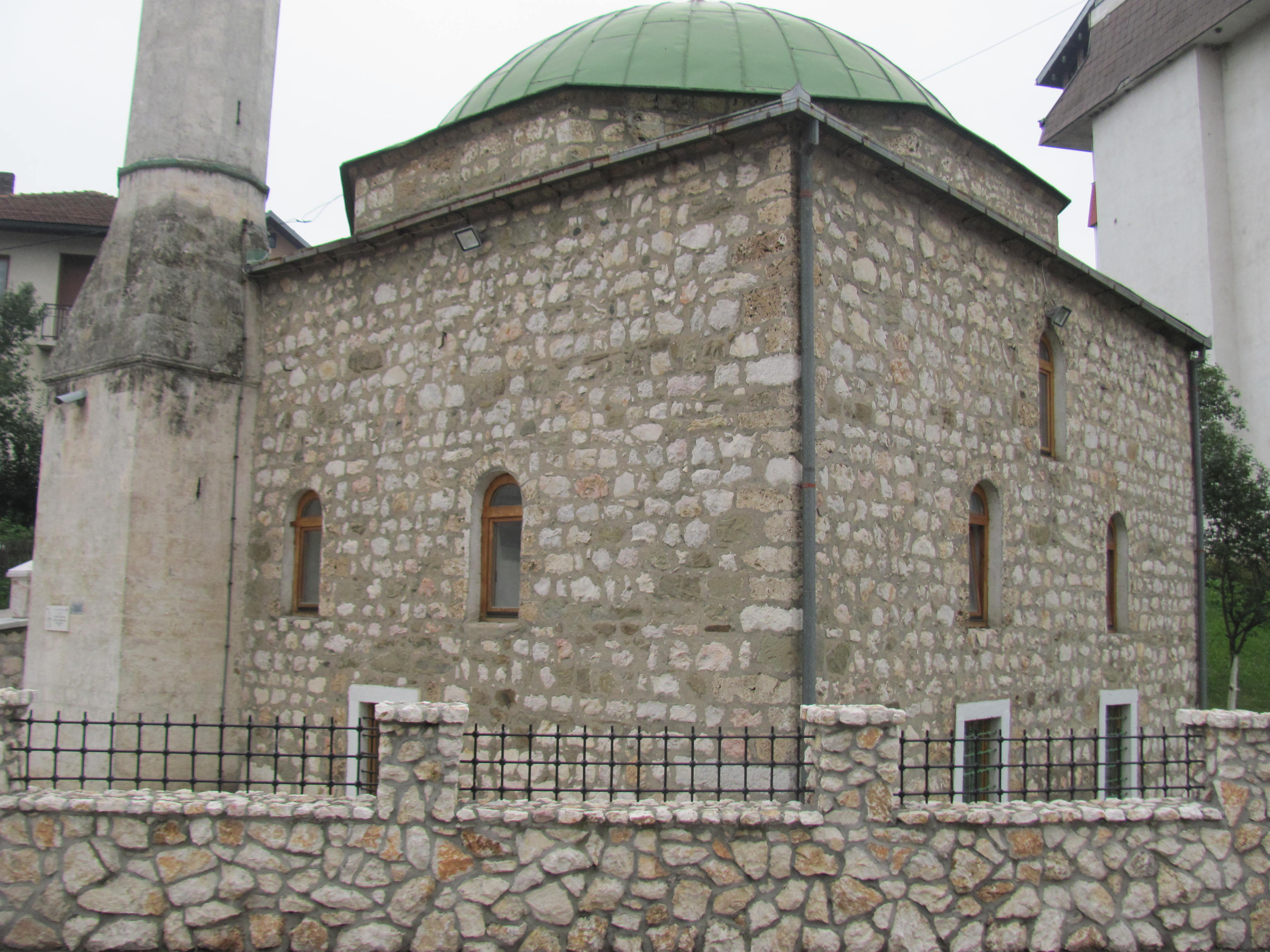
Kuršumlija, die bekannteste Moschee in Kladanj, erhielt ihren Namen nach dem türkischen Wort für das Blei (kurşun), mit dem sie gedeckt ist.

Rund um Kladanj wurden an 53 Stellen etwa 400 mittelalterliche Stećci (Grabsteine) gefunden. Schon zu damaliger Zeit verlief die wichtige Handelsstraße von Sarajevo nach Norden über Kladanj. Die im Ortszentrum befindliche Kuršumlija-Moschee wurde Anfang des 16. Jahrhunderts erbaut.
Das wichtigste kulturelle Denkmal, das aus der osmanischen Epoche geblieben ist, ist die Moschee Kuršumlija. Sie wurde von Hadži Bali-beg Malkočević (in der Türkei bekannt als Malkoçoğlu Bali bey) 1545 gebaut. Als einzige Moschee in der Gegend mit Kuppeldach ist sie, trotz ihrer geringen Größe, sehr bedeutsam. 2004 wurde sie zum nationalen Denkmal von Bosnien und Herzegowina erklärt.
Im 18. Jahrhundert trieben Räuberbanden in der Gegend ihr Unwesen, gegen die die osmanischen Behörden mit aller Härte vorgingen. Unter österreichischer Herrschaft war Kladanj Verwaltungssitz eines bosnischen Bezirkes.
Während des Bosnienkrieges stand Kladanj unter Kontrolle der ARBiH und war immer wieder Durchgangsort für bosniakische Flüchtlingsströme aus den östlichen Gemeinden. In verschiedenen Fällen brachte die VRS Flüchtlinge mit Bussen an die auf der östlichen Gemeindegrenze verlaufende Front. Von hier aus mussten die Menschen durch das Niemandsland zwischen den Linien bis zur Stadt laufen. Dieses Schicksal hatten auch die Frauen und Kinder von Srebrenica, die vor dem Massaker aus der Stadt gebracht worden waren.
Schwere Kriegsschäden erlitten nur die Ortsteile Starić und Stupari; die Stadt Kladanj selbst wurde kaum beschädigt. Nach dem Krieg war die Bevölkerung von Kladanj fast ausschließlich bosniakisch. In der Gemeinde hielten sich etwa 23.000 Menschen auf, davon 8000 Flüchtlinge aus östlicher gelegenen Gemeinden.

## Wirtschaft
Die Gegend um Kladanj ist stark bewaldet. Einer der größten Betriebe ist der Holzverarbeiter Sokolina. Im Konjuh gibt es Steinkohlevorkommen, die teilweise auch ausgebeutet werden.

### Verkehr
Über die wichtige Fernstraße M18 ist Kladanj mit Olovo (20 km), Sarajevo (74 km), Živinice (34 km) und Tuzla (49 km) verbunden. In der Stadt zweigt die M 19.2 in östliche Richtung nach Vlasenica und Zvornik ab. Ein Eisenbahnanschluss besteht nicht.

## Persönlichkeiten
- Senahid Halilović, Professor der bosnischen Sprache an der Philosophischen Fakultät in Sarajevo und Herausgeber mehrerer Grammatiken und Rechtschreibwörterbücher
- Avdaga Hasić (1893–1982), Führer der örtlichen Miliz "Avdaga's Legion"[4]
- Sulejman Kupusović (1951–2014), Theater- und Filmregisseur
- Mirko Pejanović (* 1946), Politikwissenschaftler und Politiker, wurde in Kladanj geboren.
- Akif Šeremet (1889–1939), Mitbegründer und Sekretär des BKJ[5]